# Euxoa goetria
Euxoa goetria är en fjärilsart som beskrevs av Igor Kozhanchikov 1929. Euxoa goetria ingår i släktet Euxoa och familjen nattflyn. Inga underarter finns listade i Catalogue of Life.